# Lyciasalamandra billae
Espèce
Synonymes
- Mertensiella luschani billae Franzen & Klewen, 1987

Statut de conservation UICN

 CR B1ab(iii) : 
En danger critique
Lyciasalamandra billae est une espèce d'urodèles de la famille des Salamandridae. 

## Répartition
Cette espèce, en danger critique d'extinction, est endémique de Turquie. Elle se rencontre entre le niveau de la mer et 200 m d'altitude dans la province d'Antalya.

## Description
Les mâles mesurent environ 113,1 mm et les femelles entre 116.3 et 119,4 mm.

## Étymologie
Cette espèce est nommée en l'honneur de Nicolai Bille.

## Publication originale
- Franzen & Klewen, 1987 : Mertensiella luschani billae ssp. n. eine neue Unterart des Lykischen Salamanders aus SW-Anatolien. Salamandra, vol. 23, p. 132-141 (texte intégral).